# ГЕС Zhāngwō
ГЕС Zhāngwō (张窝水电站) — гідроелектростанція на півдні Китаю у провінції Сичуань. Знаходячись після ГЕС Dàyúkǒng (30 МВт), наразі становить нижній ступінь каскаду на річці Hengjiang, правій притоці Дзинші (верхня течія Янцзи). У майбутньому нижче по течії можливе спорудження ще однієї ГЕС Fúlóngkǒu.
У межах проєкту річку перекрили бетонною греблею висотою 30 метрів, довжиною 295 метрів та шириною по гребеню 6,5 метра, яка утримує водосховище з об'ємом 12 млн м3 (корисний об'єм 3 млн м3). Пригреблевий машинний зал обладнали двома турбінами потужністю по 30 МВт, котрі забезпечують виробництво 280 млн кВт·год електроенергії на рік.